# Lưu Đặc
Lưu Đặc (tiếng Trung: 刘特; bính âm: Liú Tè, sinh vào ngày 27 tháng 6 năm 1997 tại Hà Bắc, Trung Quốc) là một nam diễn viên người Trung Quốc. Anh được biết đến qua chương trình Sáng Tạo Doanh 2019, cũng như các qua bộ phim Chị Đã Thành Công Thu Hút Sự Chú Ý Của Tôi với vai Thành Lệ và Vô Tình Nhặt Được Tổng Tài với vai Lăng Việt.

## Tiểu sử
Lưu Đặc sinh vào ngày 27 tháng 6 năm 1997 tại Hà Bắc, Trung Quốc. Lần đầu ra mắt khán giả khi anh tham gia chương trình truyền hình Mỹ Thiếu Niên Học Xã. Nhưng để được biết đến và gây ấn tượng trong lòng công chúng chính là hành trình trở thành thí sinh của show sống còn Sáng Tạo Doanh 2019. Dù không đi sâu vào đêm chung kết, nhưng chàng trai trẻ tuổi này vẫn rất nổi bật khi sở hữu khuôn mặt đẹp trai, đáng yêu và tài năng.
Khán giả nhớ đến Lưu Đặc như một cậu thiếu niên tài năng lại vô cùng chăm chỉ, sở hữu khuôn mặt đẹp, có nét riêng biệt. Và khi tiến hành lấn sân qua lĩnh vực diễn xuất, Lưu Đặc dần khẳng định tên tuổi của mình bằng nét diễn độc đáo, có chút ngây thơ xen lẫn đáng yêu.
Vai diễn đầu tiên chớm nở trong sự nghiệp của Lưu Đặc chính là vị tổng tài Thành Lệ, vì yêu mà bỏ mặc tất cả trong bộ phim Chị Đã Thành Công Thu Hút Sự Chú Ý Của Tôi Sánh đôi cùng Tưởng Mộng Tiệp, mạch phim xoay quanh cuộc đời bất hạnh của một cô nàng vừa ly hôn chồng sau 6 năm chung sống. Khó khăn chồng chất khó khăn, cô vô tình đâm trúng xe của Thành Lệ, họa vô đơn chí khiến cô phải gánh món nợ bồi thường cho tên tổng tài kia. Kể từ đó mối duyên nợ gắn kết cả hai lại với nhau, tình cảm nảy nở trong mối quan hệ không "môn đăng hộ đối" này đã mang đến cho khán giả nhiều cảnh phim đầy ngọt ngào cũng không kém phần rung động.
Gần đây nhất, cộng đồng người hâm mộ lại tiếp tục nhìn thấy bóng dáng của "tổng tài" Lưu Đặc với dự án phim mới kết hợp cùng đàn chị Triệu Lộ Tư. Vô Tình Nhặt Được Tổng Tài lại một nữa xây dựng hình tượng tổng tài khá quen thuộc của anh chàng tuy nhiên lần này có những tình tiết bất ngờ và thú vị hơn. Một tên thiếu gia lạnh lùng nhưng vô cùng hoang tưởng, một kẻ băng lãnh nhưng lại trở nên ngốc nghếch khi đứng trước nữ chính Triệu Lộ Tư – một cô nàng shipper đáng yêu. Cốt truyện mới lạ đòi hỏi kỹ năng cao hơn trong diễn xuất, trở thành thử thách mới được nam diễn viên chinh phục qua từng cảnh quay.

## Phim tham gia
| Năm        | Tên phim                                                          | Vai diễn       | Bạn diễn        | Ghi chú     |
| ---------- | ----------------------------------------------------------------- | -------------- | --------------- | ----------- |
| 21/05/2020 | Chị Đã Thành Công Thu Hút Sự Chú Ý Của Tôi (你成功引起我的注意了) | Thành Lệ       | Tưởng Mộng Tiệp | [ 2 ] [ 3 ] |
| 20/05/2021 | Vô Tình Nhặt Được Tổng Tài (一不小心捡到爱)                       | Lăng Việt      | Triệu Lộ Tư     | [ 4 ] [ 5 ] |
| 2021       | Thế Giới Vi Trần Lý (世界微尘里)                                  | Đặng Hạo Nhiên |                 |             |

## Hoạt động xã hội
Vào tháng 5 năm 2019, với tư cách là đại sứ tình yêu, Lưu Đặc tham gia hạng mục công ích Giáo dục trực tuyến cho trẻ em nông thôn, kêu gọi mọi người quyên góp 5 nhân dân tệ để giúp trẻ em được hưởng nền giáo dục bình đẳng và giúp các em hiện thực hóa mong muốn học tiếng Anh, các lớp học nghệ thuật và âm nhạc.